# راکلند (آیداهو)
راکلند(به انگلیسی: Rockland) شهری در شهرستان پاور ایالت آیداهو است که جمعیت آن در سرشماری سال ۲۰۱۰ میلادی ۲۹۵ نفر بوده است.

## موقعیت جغرافیایی
موقعیت جغرافیایی شهرها و مناطق اطراف به شرح زیر است: